# Егорьевское сельское поселение (Татарстан)
Егорьевское се́льское поселе́ние — муниципальное образование в Лаишевском районе Татарстана Российской Федерации.
Административный центр — деревня Каипы.

## История
Статус и границы сельского поселения установлены Законом Республики Татарстан от 31 января 2005 года № 28-ЗРТ «Об установлении границ территорий и статусе муниципального образования „Лаишевский муниципальный район“ и муниципальных образований в его составе».

## Население
| 2010  | 2011  | 2012 | 2013 | 2014 | 2015 | 2016 |
| ----- | ----- | ---- | ---- | ---- | ---- | ---- |
| 830   | ↗832  | ↘827 | ↗859 | ↗871 | ↗935 | ↗993 |
| 2017  | 2018  |      |      |      |      |      |
| ↗1056 | ↗1125 |      |      |      |      |      |

## Состав сельского поселения
| № | Населённый пункт | Тип населённого пункта          | Население |
| - | ---------------- | ------------------------------- | --------- |
| 1 | Берёзовка        | село                            | 60        |
| 2 | Бима             | село                            | 185       |
| 3 | Егорьево         | село                            | 9         |
| 4 | Зимняя Горка     | деревня                         | 22        |
| 5 | Каипы            | деревня, административный центр | 494       |
| 6 | Кзыл-Иль         | деревня                         | 9         |
| 7 | Пальцовка        | деревня                         | 97        |